# フォネティクス
フォネティクスとは、音声による伝達の誤りを、冗長度を付加して防ぐ方法のことである。
「BCDI」と「CDBY」は単純に区別できないが、国際的に決まったフォネティクスを用いて誤り無く伝えることが出来る。(頭文字に注目されたい）BCDI、CDBYの名称について用語を参照。
日本語の例として、「朝日のア、イロハのイ、上野のウ」がある。
英語のフォネティクスはソ連原子力潜水艦の級名や、米軍の部隊名として日本人の目に触れている。

## 用語
- BCDI - Bravo Charlie Delta India
- CDBY - Charlie Delta Bravo Yankie